# Joseph Benavidez
Joseph Rolando Benavidez (San Antonio, 31 de julho de 1984) é um lutador de MMA norte-americano. Em 2007 se juntou a Urijah Faber na Team Alpha Male, já lutou em eventos como DREAM e o mais recente WEC. Atualmente ele luta no Peso Mosca no UFC. Ele está entre os #4 melhores lutadores Peso-Mosca pelo Sherdog e o melhor pelo site Fight Matrix.

## Início
Benavidez participou do time de futebol do colégio na Las Cruces High School, e também lutou durante 4 anos. Em 2000 Benavidez ganhou o campeonato estadual de wrestling no Novo México. Benavidez também lutou um ano em William Penn University em Iowa.

## Carreira no MMA
Benavidez é profissional no MMA desde 2006, estreou nos Peso Galo no Universal Fight Promotion e venceu com uma kimura no segundo round. Também já lutou nos Peso Pena e atualmente luta nos Peso Mosca. Já enfrentou lutadores como Dominick Cruz, Rani Yahya, Miguel Torres entre outros.

### World Extreme Cagefighting
Benavidez foi contratado pelo WEC e fez sua estréia em Dezembro de 2008 contra Danny Martinez e venceu por decisão Unânime no WEC 37. No WEC 40 enfrentou Jeff Curran por decisão unânime.
Enfrentou em duas oportunidades Dominick Cruz ambas com derrota, na primeira luta no WEC 42 Cruz ainda não era o dono do cinturão, Cruz venceu por decisão unânime e na segunda luta no WEC 50, Cruz venceu por decisão dividida.
Após perder para Dominick Cruz no WEC 50, Benavidez finalizou Waggney Fabiano no WEC 52.

### Ultimate Fighting Championship
Devido á fusão do WEC com o UFC Benavidez foi lutar no maior evento de MMA. Em sua estréia, Benavidez venceu Ian Loveland no UFC 128 por decisão unânime.
No UFC on Versus 5 Benavidez venceu Eddie Wineland por decisão unânime. No UFC on FX: Alves vs. Kampmann Benavidez estreou nos Peso Mosca, um torneio de quatro lutadores, nocauteou Yasuhiro Urushitani no 2° round.
Benavidez enfrentou Demetrious Johnson em 22 de Setembro de 2012 no UFC 152, pelo Cinturão Inalgural dos Moscas do UFC, Benavidez perdeu por decisão dividida, em uma luta muito disputada.
Após a derrota na luta pelo título, Benavidez venceu Ian McCall por decisão unânime em 2 de Fevereiro de 2013 no UFC 156.
Benavidez enfrentou Darren Uyenoyama em 20 de Abril de 2013 no UFC on Fox: Henderson vs. Melendez e venceu por nocaute técnico no segundo round.
Benavidez enfrentou Jussier Formiga em 4 de Setembro de 2013 no UFC Fight Night: Teixeira vs. Bader. Ele venceu a luta por nocaute técnico no primeiro round.
Benavidez faria a revanche contra Demetrious Johnson pelo Cinturão Peso Mosca do UFC em 30 de Novembro de 2013 no The Ultimate Fighter 18 Finale. Porém, Anthony Pettis que faria o evento principal do UFC on Fox 9 contra Josh Thomson se lesionou, e essa luta foi movida para evento principal do evento, em 14 de Dezembro de 2013.. Os dois se enfrentaram, Benavidez começou bem na trocação, mas tomou uma bomba de direita no rosto e já caiu apagado, obrigando o árbitro a encerrar o combate no 1º round com um Nocaute a favor de Johnson.
Após perder na luta pelo título, Benavidez enfrentou Tim Elliott em 26 de Abril de 2014 no UFC 172 e venceu por finalização no fim do primeiro round. Ele também derrotou Dustin Ortiz em 22 de Novembro de 2014 no UFC Fight Night: Edgar vs. Swanson, por decisão unânime.
Benavidez enfrentou John Moraga em 23 de Maio de 2015 no UFC 187. Ele venceu a luta por decisão unânime.
Ele enfrentaria Henry Cejudo em 5 de Setembro de 2015 no UFC 191. No entanto, o UFC resolveu desfazer a luta, e Benavidez foi movido para uma luta contra Ali Bagautinov em 3 de Outubro de 2015 no UFC 192. Ele venceu por decisão unânime.

## Cartel no MMA
| Cartel no MMA   |             |            |
| 36 lutas        | 28 vitórias | 8 derrotas |
| Por nocaute     | 8           | 2          |
| Por finalização | 9           | 1          |
| Por decisão     | 11          | 5          |

| Res.    | Cartel | Oponente            | Método                                    | Evento                                           | Data       | Round | Tempo | Local                      | Notas                                                                                                |
| ------- | ------ | ------------------- | ----------------------------------------- | ------------------------------------------------ | ---------- | ----- | ----- | -------------------------- | --- |
| Derrota | 28-8   | Askar Askarov       | Decisão (unânime)                         | UFC 259: Blachowicz vs. Adesanya                 | 06/03/2021 | 3     | 5:00  | Las Vegas, Nevada          | |
| Derrota | 28-7   | Deiveson Figueiredo | Finalização Técnica (mata leão)           | UFC Fight Night: Figueiredo vs. Benavidez 2      | 18/07/2020 | 1     | 4:48  | Abu Dhabi                  | Pelo Cinturão Peso Mosca Vago do UFC.                                                                |
| Derrota | 28-6   | Deiveson Figueiredo | Nocaute (socos)                           | UFC Fight Night: Benavidez vs. Figueiredo        | 29/02/2020 | 2     | 1:54  | Norfolk, Vírginia          | Luta válida pelo Cinturão Peso Mosca Vago do UFC apenas para Benavidez; Figueiredo não bateu o peso. |
| Vitória | 28-5   | Jussier Formiga     | Nocaute Técnico (chute na cabeça e socos) | UFC on ESPN: Ngannou vs. dos Santos              | 29/06/2019 | 2     | 4:47  | Minneapolis, Minnesota     | Performance da noite.                                                                                |
| Vitória | 27-5   | Dustin Ortiz        | Decisão (unânime)                         | UFC Fight Night: Cejudo vs. Dillashaw            | 19/01/2019 | 3     | 5:00  | Brooklyn, Nova Iorque      | |
| Vitória | 26-5   | Alex Perez          | Nocaute Técnico (socos)                   | The Ultimate Fighter: Heavy Hitters Finale       | 30/11/2018 | 1     | 4:19  | Las Vegas, Nevada          | Performance da Noite.                                                                                |
| Derrota | 25-5   | Sergio Pettis       | Decisão (dividida)                        | UFC 225: Whittaker vs. Romero II                 | 09/06/2018 | 3     | 5:00  | Chicago, Illinois          | |
| Vitória | 25-4   | Henry Cejudo        | Decisão (dividida)                        | The Ultimate Fighter 24 Finale                   | 03/12/2016 | 3     | 5:00  | Las Vegas, Nevada          | |
| Vitória | 24-4   | Zach Makovsky       | Decisão (unânime)                         | UFC Fight Night: Hendricks vs. Thompson          | 06/02/2016 | 3     | 5:00  | Las Vegas, Nevada          | |
| Vitória | 23-4   | Ali Bagautinov      | Decisão (unânime)                         | UFC 192: Cormier vs. Gustafsson                  | 03/10/2015 | 3     | 5:00  | Houston, Texas             | |
| Vitória | 22-4   | John Moraga         | Decisão (unânime)                         | UFC 187: Johnson vs. Cormier                     | 23/05/2015 | 3     | 5:00  | Las Vegas, Nevada          | |
| Vitória | 21-4   | Dustin Ortiz        | Decisão (unânime)                         | UFC Fight Night: Edgar vs. Swanson               | 22/11/2014 | 3     | 5:00  | Austin, Texas              | |
| Vitória | 20-4   | Tim Elliott         | Finalização (guilhotina)                  | UFC 172: Jones vs. Teixeira                      | 26/04/2014 | 1     | 4:08  | Baltimore, Maryland        | Performance da Noite.                                                                                |
| Derrota | 19-4   | Demetrious Johnson  | Nocaute (soco)                            | UFC on Fox: Johnson vs. Benavidez II             | 14/12/2013 | 1     | 2:08  | Sacramento, Califórnia     | Pelo Cinturão Peso Mosca do UFC.                                                                     |
| Vitória | 19-3   | Jussier Formiga     | Nocaute Técnico (joelhada e socos)        | UFC Fight Night: Teixeira vs. Bader              | 04/09/2013 | 1     | 3:07  | Belo Horizonte             | |
| Vitória | 18-3   | Darren Uyenoyama    | Nocaute Técnico (socos)                   | UFC on Fox: Henderson vs. Melendez               | 20/04/2013 | 2     | 4:50  | Las Vegas, Nevada          | |
| Vitória | 17-3   | Ian McCall          | Decisão (unânime)                         | UFC 156: Aldo vs. Edgar                          | 02/02/2013 | 3     | 5:00  | Las Vegas, Nevada          | |
| Derrota | 16-3   | Demetrious Johnson  | Decisão (dividida)                        | UFC 152: Jones vs. Belfort                       | 22/09/2012 | 5     | 5:00  | Toronto, Ontario           | Final do torneio do Peso Mosca e Pelo Cinturão Inaugural do Peso Mosca.                              |
| Vitória | 16-2   | Yasuhiro Urushitani | Nocaute Técnico (socos)                   | UFC on FX: Alves vs. Kampmann                    | 03/03/2012 | 2     | 0:11  | Sydney                     | Estreia no Peso-Mosca. Semifinal do torneio para decidir o campeão da categoria. Nocaute da Noite.   |
| Vitória | 15-2   | Eddie Wineland      | Decisão (unânime)                         | UFC Live: Hardy vs. Lytle                        | 14/08/2011 | 3     | 5:00  | Milwaukee, Wisconsin       | |
| Vitória | 14-2   | Ian Loveland        | Decisão (unânime)                         | UFC 128: Shogun vs. Jones                        | 19/03/2011 | 3     | 5:00  | Newark, New Jersey         | Estreia no UFC.                                                                                      |
| Vitória | 13-2   | Wagnney Fabiano     | Finalização (guilhotina)                  | WEC 52: Faber vs. Mizugaki                       | 11/11/2010 | 2     | 2:45  | Las Vegas, Nevada          | |
| Derrota | 12-2   | Dominick Cruz       | Decisão (dividida)                        | WEC 50: Cruz vs. Benavidez                       | 18/08/2010 | 5     | 5:00  | Las Vegas, Nevada          | Pelo Cinturão Peso-Galo do WEC                                                                       |
| Vitória | 12-1   | Miguel Torres       | Finalização (guilhotina)                  | WEC 47: Bowles vs. Cruz                          | 06/03/2010 | 2     | 2:57  | Columbus, Ohio             | Finalização da Noite                                                                                 |
| Vitória | 11-1   | Rani Yahya          | Nocaute Técnico (socos)                   | WEC 45: Cerrone vs. Ratcliff                     | 19/12/2009 | 1     | 1:35  | Las Vegas, Nevada          | |
| Derrota | 10-1   | Dominick Cruz       | Decisão (unânime)                         | WEC 42: Torres vs. Bowles                        | 09/08/2009 | 3     | 5:00  | Las Vegas, Nevada          | Luta da Noite                                                                                        |
| Vitória | 10-0   | Jeff Curran         | Decisão (unânime)                         | WEC 40: Torres vs. Mizugaki                      | 05/04/2009 | 3     | 5:00  | Chicago, Illinois          | |
| Vitória | 9-0    | Danny Martinez      | Decisão (unânime)                         | WEC 37: Torres vs. Tapia                         | 03/12/2008 | 3     | 5:00  | Las Vegas, Nevada          | Estreia no WEC.                                                                                      |
| Vitória | 8-0    | Junya Kodo          | Finalização (guilhotina)                  | Dream 5: Light Weight Grandprix 2008 Final Round | 21/07/2008 | 1     | 2:42  | Osaka                      | Luta nos Peso Pena (139 Ibs)                                                                         |
| Vitória | 7-0    | Maurice Eazel       | Finalização (mata leão)                   | Palace Fighting Championship 8                   | 08/05/2008 | 1     | 1:02  | Lemoore, California        | |
| Vitória | 6-0    | Jason Georgianna    | Finalização (guilhotina)                  | Palace Fighting Championship 6                   | 17/01/2008 | 2     | 0:38  | Lemoore, California        | |
| Vitória | 5-0    | Rocky Del Monte     | Finalização (triângulo)                   | Independent Event                                | 01/06/2007 | 2     | N/A   | Lakeport, Califórnia       | |
| Vitória | 4-0    | Carlos Lovio        | Nocaute Técnico (socos)                   | Bring it On: Under Destruction                   | 28/04/2007 | 1     | N/A   | Oxnard, California         | |
| Vitória | 3-0    | Justin Smitley      | Nocaute Técnico (interrupção médica)      | Warrior Cup 2                                    | 07/04/2007 | 3     | 2:18  | Stockton, California       | |
| Vitória | 2-0    | Ramon Rodriguez     | Finalização (triângulo)                   | Border Warz                                      | 14/11/2006 | 2     | 2:33  | Colorado Springs, Colorado | |
| Vitória | 1-0    | Brandon Shelton     | Finalização (kimura)                      | Universal Fight Promotions                       | 03/06/2006 | 2     | N/A   | Mescalero, Novo México     | |